# Tracked by the Hounds
Tracked by the Hounds è un cortometraggio muto del 1915 diretto da Charles H. France.

## Produzione
Il film fu prodotto dalla Edison Company.

## Distribuzione
Distribuito dalla General Film Company, il film - un cortometraggio in due bobine - uscì nelle sale cinematografiche USA il 22 gennaio 1915.